# Chiesa dei Santi Mario e Compagni Martiri
La chiesa di Santi Mario e Compagni martiri è una chiesa cattolica di Roma, nel quartiere La Romanina, in via del Ponte delle Sette Miglia.

## Storia
Fu costruita negli anni 1990 su progetto dell'architetto Angelo Zamagna e dedicata dal cardinale Camillo Ruini il 12 giugno 1993. La chiesa infatti è sede parrocchiale, eretta il 1º dicembre 1978 con il decreto del cardinale vicario Ugo Poletti Seguendo le orme.
Il 5 novembre 1995 la chiesa ha ospitato papa Giovanni Paolo II in visita pastorale alla parrocchia ed è stata la prima volta nella storia che un papa è stato assistito in una celebrazione eucaristica da "chierichette".
Dal 7 dicembre 2024 sulla chiesa insiste il titolo cardinalizio dei Santi Mario e Compagni Martiri.

### Incendio e ricostruzione
Il 24 dicembre 2007 verso mezzogiorno, un incendio divampato sul tetto della chiesa, distrugge completamente l'interno dell'aula liturgica, arredi sacri (altare, abside, banchi) ed alcune aule di catechismo. L'incendio viene domato ed estinto solo dopo molte ore (circa dopo l'una della notte di Natale). Viene subito messa in moto la macchina della ricostruzione. I Vigili del Fuoco predispongono nel campetto antistante la chiesa, una tenda che viene adibita a chiesa finché non saranno ultimati i lavori di ricostruzione.
La chiesa, in buona parte distrutta dall'incendio, è stata ricostruita grazie al contributo della diocesi di Roma e dei parrocchiani: domenica 14 dicembre 2008 il cardinale vicario Agostino Vallini ha presieduto la cerimonia della consacrazione dell'altare e della chiesa. In questa occasione è stata inaugurata una nuova cappella feriale, che ospita il Santissimo Sacramento.

## Descrizione
All'interno della chiesa alle spalle del presbiterio si trova una cassa d'organo, attualmente vuota, costruita da Carlo Soracco nel 2008 per accogliere l'organo a canne Mascioni opus 367, costruito nel 1925 per la basilica di San Quirino in Correggio ed acquistato nel 2000 dalla parrocchia romana, ma mai installato. 
L'altare è sormontato da una grande copia del Crocifisso di San Damiano mentre ai suoi lati sono presenti due icone raffiguranti la SS.Trinità ed il Battesimo di Gesù nel fiume Giordano.
Sulla sinistra è collocata una statua in bronzo raffiguranti Mario, Marta, Audiface e Abaco i Santi titolari della chiesa.